# ニューヨーク・パブリック・ラジオ
ニューヨーク・パブリック・ラジオ（英語: New York Public Radio、略称：NYPR）は米国ニューヨーク市に本部がある公共ラジオ放送会社で、現在はラジオ局WNYC-AM、WNYC-FM、WNYCスタジオ、WQXR-FM、ニュージャージー・パブリック・ラジオ（New Jersey Public Radio、WNJT-FM、WNJP、WNJY、WNJO）を所有している。

## 概要
ニューヨーク・パブリック・ラジオは、1979年に設立された非営利法人であり、公的に支援されている組織である。1995年、ルドルフ・ジュリアーニ市長の時代には、WNYC-TV（現在はWPXN-TV）を売却している。
NYPR局はマンハッタンのハドソン・スクエアにあるスタジオおよびオフィスから放送している。 WNYCのAM送信機はニュージャージー州カーニーにあり、WNYC-FMおよびWQXR-FMの送信機はニューヨーク市のエンパイアステートビルにある。
ニュージャージー州のラジオ4局は、まとめてニュージャージー・パブリック・ラジオと呼ばれる。 2011年7月1日にニュージャージー州政府公共放送部局からニューヨーク・パブリック・ラジオに買収された、4つのニュージャージー州北部の非営利FM局のグループである。
ニュージャージー・パブリック・ラジオのニュースの内容は、WNYCニュースルームとニュージャージー・ニュース・サービスのパートナー・ネットワークとを合わせて提供されていて、ニュージャージー州のニュースが徐々に増えている。

## 参照項目
- ニューヨーク市のメディア
- WNYC-AM
- WNYC-FM
- ニュージャージー・パブリック・ラジオ（New Jersey Public Radio）
- ナショナル・パブリック・ラジオ